# Василевский сельский совет (Новомосковский район)
Василевский сельский совет (укр. Василівська сільська рада) — входит в состав
Новомосковского района
Днепропетровской области
Украины.
Административный центр сельского совета находится в 
с. Василевка.

## Населённые пункты совета
- с. Василевка
- с. Андреевка
- с. Всесвятское